# Elwood Cooke
Pour les articles homonymes, voir Cooke.
Elwood Cooke, né le 5 juillet 1913 à Ogden et décédé le 16 avril 2004 à Apopka, est un ancien joueur de tennis américain.

## Palmarès

### En simple
- Internationaux de France : demi-finaliste en 1939
- Wimbledon : finaliste en 1939
- US Open : demi-finaliste en 1945
- Masters de Cincinnati : finaliste en 1945

### En double
- Wimbledon : vainqueur en 1939

### En double mixte
- Internationaux de France : victoire en 1939
- US Open : finaliste en 1939